# 小行星9107
小行星9107（英語：9107 Narukospa）是一颗围绕太阳公转的小行星。1997年1月6日，小林隆男在大泉天文台发现了此天体，以鳴子溫泉（Naruko Spa）命名。
这颗小行星的绝对星等为13.49698等。